# Grand Prix moto d'Ulster 1960
Le Grand Prix moto d'Ulster 1960 est la sixième manche du Championnat du monde de vitesse moto 1960. La compétition s'est déroulée le 8 août 1960 sur le Circuit de Dundrod dans le Comté d'Antrim (Irlande). C'est la 32e édition du Grand Prix moto d'Ulster et la 12e édition comptant pour le championnat du monde.

## Résultats des 500 cm³
| Pos  | Pilote              | Moto      | Tours | Temps/Écart       | Points |
| ---- | ------------------- | --------- | ----- | ----------------- | ------ |
| 1    | John Hartle         | Norton    | 20    | 1 h 35 min 18 s 8 | 8      |
| 2    | John Surtees        | MV Agusta | 20    | +20 s 4           | 6      |
| 3    | Alan Shepherd       | Matchless | 20    | +1 min 36 s 4     | 4      |
| 4    | Ralph Rensen        | Norton    | 20    | +2 min 31 s 2     | 3      |
| 5    | Jim Redman          | Norton    | 20    | +2 min 31 s 2     | 2      |
| 6    | Tom Phillis         | Norton    | 20    | +3 min 06 s 6     | 1      |
| 7    | Dickie Dale         | Norton    | 20    | +3 min 10 s 2     |        |
| 8    | Bruce Daniels       | Norton    | 19    | +1 tour           |        |
| 9    | Steve Murray        | Matchless | 19    | +1 tour           |        |
| 10   | Peter Middleton     | Norton    | 19    | +1 tour           |        |
| 11   | George Purvis       | Matchless | 19    | +1 tour           |        |
| 12   | Ray Spence          | Norton    | 19    | +1 tour           |        |
| 13   | Jack Findlay        | Norton    | 19    | +1 tour           |        |
| 14   | Vernon Cottle       | Norton    | 19    | +1 tour           |        |
| 15   | Eddie Crooks        | Norton    | 19    | +1 tour           |        |
| 16   | Tommy Holmes        | Matchless | 19    | +1 tour           |        |
| 17   | Trevor Pound        | Norton    | 19    | +1 tour           |        |
| 18   | Derek Powell        | Norton    | 19    | +1 tour           |        |
| 19   | Sven-Olof Gunnarson | Norton    | 19    | +1 tour           |        |
| 20   | Billy McCosh        | AJS       | 19    | +1 tour           |        |
| 21   | Jack Bullock        | Matchless | 18    | +2 tours          |        |
| 22   | Dick Creith         | BSA       | 18    | +2 tours          |        |
| 23   | Martin Brosnan      | Norton    | 18    | +2 tours          |        |
| 24   | Alf Shaw            | Norton    | 18    | +2 tours          |        |
| 25   | Frank Gordon        | Matchless | 17    | +3 tours          |        |
| 26   | William Roberton    | Matchless | 17    | +3 tours          |        |
| 27   | Ernie Oliver        | AJS       | 17    | +3 tours          |        |
| 28   | Robert McCracken    | Norton    | 17    | +3 tours          |        |
| 29   | Jack Redmond        | BSA       | 17    | +3 tours          |        |
| 30   | Jack Shannon        | BSA       | 17    | +3 tours          |        |
| Abd. | ...                 | ...       |       | Abandon           |        |

## Résultats des 350 cm³
| Pos  | Pilote            | Moto      | Tours | Temps             | Points |
| ---- | ----------------- | --------- | ----- | ----------------- | ------ |
| 1    | John Surtees      | MV Agusta | 20    | 1 h 35 min 17 s 4 | 8      |
| 2    | John Hartle       | Norton    | 20    | +34 s 4           | 6      |
| 3    | Hugh Anderson     | AJS       | 20    | +3 min 31 s 4     | 4      |
| 4    | Bob Anderson      | Norton    | 20    | +3 min 33 s 4     | 3      |
| 5    | Dickie Dale       | Norton    | 20    | +3 min 39 s 8     | 2      |
| 6    | Paddy Driver      | Norton    | 20    | +4 min 25 s 0     | 1      |
| 7    | Peter Pawson      | AJS       | 20    | + ?               |        |
| 8    | Ralph Rensen      | Norton    | 20    | + ?               |        |
| 9    | Peter Middleton   | Norton    | 19    | +1 tour           |        |
| 10   | Ron Miles         | Norton    | 19    | +1 tour           |        |
| 11   | Jack Findlay      | Norton    | 19    | +1 tour           |        |
| 12   | Billy McCosh      | AJS       | 19    | +1 tour           |        |
| 13   | J. Bullock        | Norton    | 19    | +1 tour           |        |
| 14   | Bruce Daniels     | Norton    | 19    | +1 tour           |        |
| 15   | T. Pound          | Norton    | 19    | +1 tour           |        |
| 16   | D. Crawford       | Norton    | 19    | +1 tour           |        |
| 17   | T. H. Turner      | Norton    | 19    | +1 tour           |        |
| 18   | Eddie Crooks      | Norton    | 18    | +2 tours          |        |
| 19   | Bill Robertson    | Norton    | 18    | +2 tours          |        |
| 20   | G. J. Canning     | BSA       | 18    | +2 tours          |        |
| 21   | C. L. F. Anderson | Norton    | 18    | +2 tours          |        |
| 22   | A. E. Shaw        | Norton    | 18    | +2 tours          |        |
| 23   | A. Jardin         | Norton    | 18    | +2 tours          |        |
| 24   | Ernie Oliver      | Norton    | 17    | +3 tours          |        |
| 25   | J. Brown          | Norton    | 17    | +3 tours          |        |
| 26   | B. E. Carlzen     | AJS       | 17    | +3 tours          |        |
| 27   | J. Shannon        | BSA       | 17    | +3 tours          |        |
| 28   | W. J. Spratt      | Norton    | 17    | +3 tours          |        |
| 29   | B. Bradford       | BSA       | 17    | +3 tours          |        |
| 30   | T. Finlay         | Norton    | 17    | +3 tours          |        |
| 31   | A. McCall         | BSA       | 15    | +5 tours          |        |
| 32   | S. McAvoy         | BSA       | 14    | +6 tours          |        |
| Abd. | ...               | ...       |       | Abandon           |        |

## Résultats des 250 cm³
| Pos  | Pilote              | Moto          | Tours | Temps         | Points |
| ---- | ------------------- | ------------- | ----- | ------------- | ------ |
| 1    | Carlo Ubbiali       | MV Agusta     | 12    | 58 min 47 s 2 | 8      |
| 2    | Tom Phillis         | Honda         | 12    | +2 s 0        | 6      |
| 3    | Jim Redman          | Honda         | 12    | +3 s 2        | 4      |
| 4    | Mike Hailwood       | Ducati        | 12    | +1 min 29 s 6 | 3      |
| 5    | Kunimitsu Takahashi | Honda         | 12    | +2 min 10 s 0 | 2      |
| 6    | Luigi Taveri        | MV Agusta     | 12    | +2 min 33 s 2 | 1      |
| 7    | Yukio Sato          | Honda         | 12    |               |        |
| 8    | Gerard Carter       | NSU           | 12    |               |        |
| 9    | John Dixon          | Adler         | 11    | +1 tour       |        |
| 10   | Noel Orr            | NSU           | 11    | +1 tour       |        |
| 11   | D. G. Andrews       | NSU           | 11    | +1 tour       |        |
| 12   | H. Stanford         | Mead Norton   | 10    | +2 tours      |        |
| 13   | R. Wylie            | AJS           | 10    | +2 tours      |        |
| 14   | C. Donaghy          | Royal Enfield | 10    | +2 tours      |        |
| 15   | F. Gordon           | Royal Enfield | 9     | +3 tours      |        |
| Abd. | ...                 | ...           |       | Abandon       |        |

## Résultats des 125 cm³
| Pos  | Pilote          | Moto      | Tours | Temps         | Points |
| ---- | --------------- | --------- | ----- | ------------- | ------ |
| 1    | Carlo Ubbiali   | MV Agusta | 10    | 53 min 21 s 8 | 8      |
| 2    | Gary Hocking    | MV Agusta | 10    | +0 s 2        | 6      |
| 3    | Ernst Degner    | MZ        | 10    | +8 s 4        | 4      |
| 4    | Bruno Spaggiari | MV Agusta | 10    | +49 s 8       | 3      |
| 5    | Luigi Taveri    | MV Agusta | 10    | +1 min 15 s 8 | 2      |
| 6    | John Hempleman  | MZ        | 10    | +1 min 18 s 4 | 1      |
| 7    | S. Fukuda       | Honda     | 10    |               |        |
| 8    | Yukio Sato      | Honda     | 10    |               |        |
| 8    | Gerard Carter   | Honda     | 10    |               |        |
| 9    | Noel Orr        | Honda     | 10    |               |        |
| 10   | Rex Avery       | EMC       | 9     | +1 tour       |        |
| 11   | J. Brening      | Ducati    | 9     | +1 tours      |        |
| 12   | C. J. Percival  | MV Agusta | 8     | +2 tours      |        |
| 13   | A. J. West      | Ducati    | 8     | +2 tours      |        |
| 14   | H. Dunlop       | MV Agusta | 8     | +2 tours      |        |
| Abd. | ...             | ...       |       | Abandon       |        |